# Louis Balbach
Louis James Balbach (San José, Califòrnia, 23 de maig de 1896 – Portland, Oregon, 11 d'octubre de 1943) va ser un saltador estatunidenc que va competir en els anys posteriors a la Primera Guerra Mundial.
Fill de Louis Augusta Balbach (1868-1908) i Nettie Viola (Bonar) Balbach (1873-1958) va estudiar a la Universitat de Colúmbia.
El 1920 va prendre part en els Jocs Olímpics d'Anvers, on va disputar dues proves del programa de salts. En la prova del trampolí de 3 metres guanyà la medalla de bronze, mentre en la de palanca de 10 metres fou sisè.